# Слободан Миливојевић
Слободан Миливојевић (Параћин 1930) српски је политичар. Обављао је функцију градоначелника Параћина.

## Биографија
По образовању је дипломирани ветеринар.
Радио је као директор ООУР-а „Агроекс-порт" Параћин. Био је посланик Привредног већа Скупштине Србије и Удружења ловаца Параћина.  Члан је СКЈ-а од 1948. године